# باورو
باورو هي مدينة، وبلدية في البرازيل، تتبع ساو باولو، بلغ عدد سكانها 316٬064  نسمة، في 2000، تبلغ مساحتها 667٫684 كيلومتر مربع.

## الموقع
تشترك في الحدود مع:
- Arealva [الإنجليزية]‏
- Avaí [الإنجليزية]‏
- Piratininga [الإنجليزية]‏.

## مدن توأم
المدن التوأم:
- سيبيو
- تيرني، نارا.

## أعلام
- تونينيو مورا
- خوليو قوز
- أليكساندرو
- ليوناردو جيسوس
- ماركوس بونتيس